# Torneo de Umag 2010
El Torneo de Umag es un evento de tenis que se disputa en Umag, Croacia,  se juega entre el 26 de julio y el 1 de agosto de 2010.

## Campeones
- Individuales masculinos:  Juan Carlos Ferrero derrota a   Potito Starace, 6–4, 6–4.

- Dobles masculinos:  Leoš Friedl /  Filip Polášek derrotan a  František Čermák /  Michal Mertiňák, 6–3, 7–6(7).